# Rete filoviaria di Napoli
La rete filoviaria di Napoli è un servizio di trasporto pubblico locale composto da 4 linee filoviarie gestite dalla società in house ANM per conto del comune di Napoli.

## Rete attuale
L'attuale rete è composta da 4 linee, di cui 3 interne alla città di Napoli ed una collegata anche alla provincia. 
Linee urbane:
- 201 Piazza Carlo III - Piazza Cavour - Via Medina
- 202 Piazza Giambattista Vico - Piazza Garibaldi - Via Medina
- 204 Ospedale Cardarelli - Capodimonte - Via Costantinopoli - Via Depretis

Linea suburbana:
- 254 Via Nicolini (Ponti Rossi) - Portici Bellavista (Piazza Poli)

## Progetti
In città sono presenti alcuni tratti stradali coperti da rete aerea bifilare, ma non utilizzati (Via Cristoforo Colombo, interno Rione Scampìa ex linea CTP M15 proveniente da Porta Capuana): non è previsto il recupero di queste tratte (quella di via Colombo dovrebbe essere definitivamente abbandonata) ma la costruzione di tratte integralmente nuove.
I progetti interessano la filoviarizzazione delle linee, oggi gestite da ANM:
- 168 (Staz. MN1 Frullone - Piazza Dante), con prolungamento a piazza VII Settembre, sfruttando il nuovo bifilare della 204 e con un'ulteriore nuova diramazione dall'incrocio via Miano/Colli Aminei che proseguirà per via Miano, via Nuova San Rocco e Via Emilio Scaglione, fino alla stazione MN1 Frullone. La linea si chiamerà 206.
- R5 (Parcheggio Brin - Staz. MN1 Piscinola/Scampìa), progetto congiunto con CTP (chiusa nel 2022), che utilizzerebbe la parte finale della ormai soppressa linea M11 fino al capolinea ANM di Via Zuccarini nel quartiere Scampia, mentre ANM percorrerebbe i bifilari di CTP su Viale Umberto Maddalena e Corso Secondigliano. La linea si chiamerà 205.
- 203 ripristinata con capolinea trasferito dal parcheggio Brin a piazza Cavour.
- 247 Piazza Vico - Piazza Medaglie d'Oro
- 257 in passato si era parlato di un progetto di ripristino (Ercolano - Piazza Municipio), che avrebbe completato la rete per i paesi vesuviani, ma il progetto è stato abbandonato.

## Storia

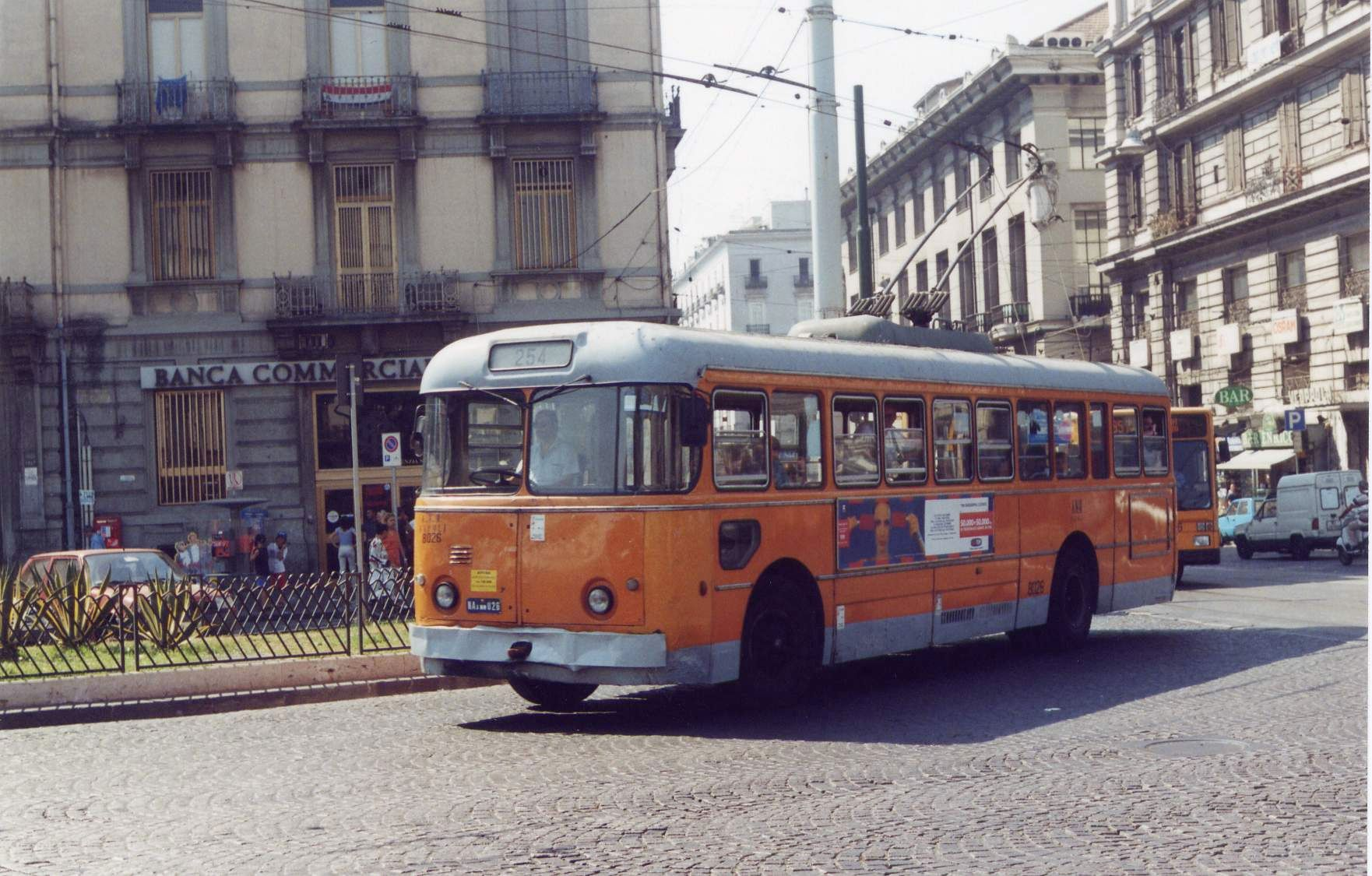
Alfa 1000 dell'ATAN in servizio sulla linea 254 in piazza Garibaldi

A partire dal 1937 l'Ente Autonomo Volturno (EAV), dal 1931 esercente i trasporti pubblici urbani napoletani, impostò uno studio di ristrutturazione del servizio che prevedeva la sostituzione dei tram con autobus nel centro della città (con punti di interscambio autobus-tram) e l'introduzione di linee filoviarie, di cui la prima, tra Posillipo Capo e piazza Vittoria (numerata 40) fu inaugurata l'8 maggio 1940 sostituendo le linee tranviarie 1 e 2.
Il 1º gennaio 1941 il Comune di Napoli riassunse la gestione dell'Azienda Tranviaria su richiesta dell'EAV: nacque l'Azienda Autofilotranviaria del Comune di Napoli (AACN).
La Seconda guerra mondiale e i bombardamenti su Napoli portano dapprima alla limitazione e alla soppressione di diverse linee e quindi alla soppressione del servizio per diversi mesi dopo le Quattro giornate di Napoli. Il servizio filoviario riprese il 6 gennaio 1944 sulla tratta capo Posillipo-piazza Sannazaro.
Il 24 settembre 1947 nacque l'Azienda Tranvie Autofilovie Napoli (ATAN), che rilevò la gestione dei trasporti pubblici cittadini, avviando un piano di eliminazione dei tram dal centro cittadino (simile a quello progettato dall'EAV negli anni trenta) sostituendoli con filobus e autobus: il piano fu realizzato con la costruzione delle linee filoviarie del Vomero, aperte a partire dal 1951 e di Chiaia (1952).
Negli anni Cinquanta la rete raggiungeva ragguardevoli estensioni (dai 9,304 km del 1947 si era passati ai 43,562 km del 1952) e toccava quasi tutti i punti della città (e della fascia suburbana), ma già si pensava a ridurre la rete filoviaria (così come quella tranviaria) in favore degli autobus, considerati più versatili e agili, perché non vincolati a rotaie o bifilari.
Negli anni Sessanta, cominciò lo smantellamento delle filovie, che iniziò con la riduzione di quelle del Vomero e determinante punto di svolta fu il tragico incidente del 15 maggio 1961, quando un filobus (un Alfa Romeo 140 AF matricola 5452) ruppe i freni in via Salvator Rosa, nel tratto in discesa comunemente chiamato dai napoletani la Cesarea e causò la morte di tre persone. Scomparve il 4 gennaio 1962 la filovia di Posillipo; in compenso lo stesso giorno fu inaugurata la filovia vesuviana con le linee 254 (per Portici) e 255 (per Torre del Greco) che sostituivano le tranvie 54 e 55, cui si affiancarono dal 23 marzo la 253 (per Ercolano) e, dal 2 maggio 1963, 256 (per San Giorgio a Cremano) in sostituzione della tranvia 56. Seguì la soppressione delle linee filoviarie che collegavano Capodimonte e l'area nord della città.

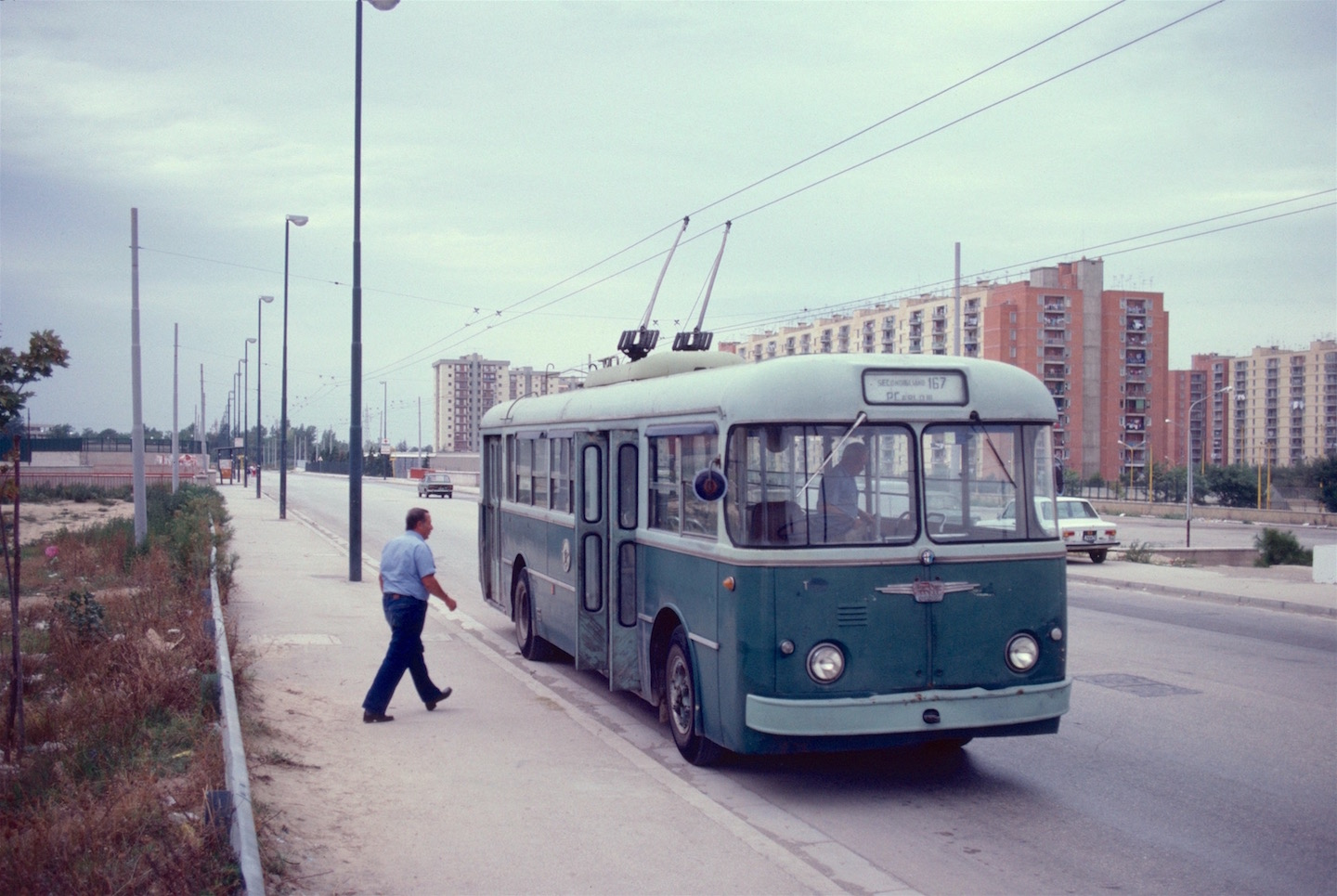
Un filobus storico Alfa 1000 di CTP in servizio sulla linea M15 in Scampia nel 1983

Intanto, nel 1964 aprirono - in sostituzione dell'estesa rete tranviaria a suo tempo gestita dalla Société Anonyme des Tramways Provinciaux e che comprendeva le linee tranviarie Napoli-Aversa/Giugliano, Aversa-Albanova, Napoli-Frattamaggiore, Napoli-Caivano - le filovie provinciali TPN (l'odierna CTP) che collegano Napoli ad Aversa, dapprima limitandosi a raggiungere il quartiere di Secondigliano poi nel 1970 arrivando effettivamente alla città aversana. Vita breve ebbe la diramazione all'interno del comune di Sant'Antimo, soppressa definitivamente negli anni settanta, e non fu mai realizzata la penetrazione all'interno del Comune di Giugliano, preferendo - con i fondi necessari - acquisire un numero superiore di filobus Alfa Mille rispetto a quelli inizialmente previsti (si era ipotizzato anche l'acquisto di filoarticolati da 18 metri, poi tramontato).

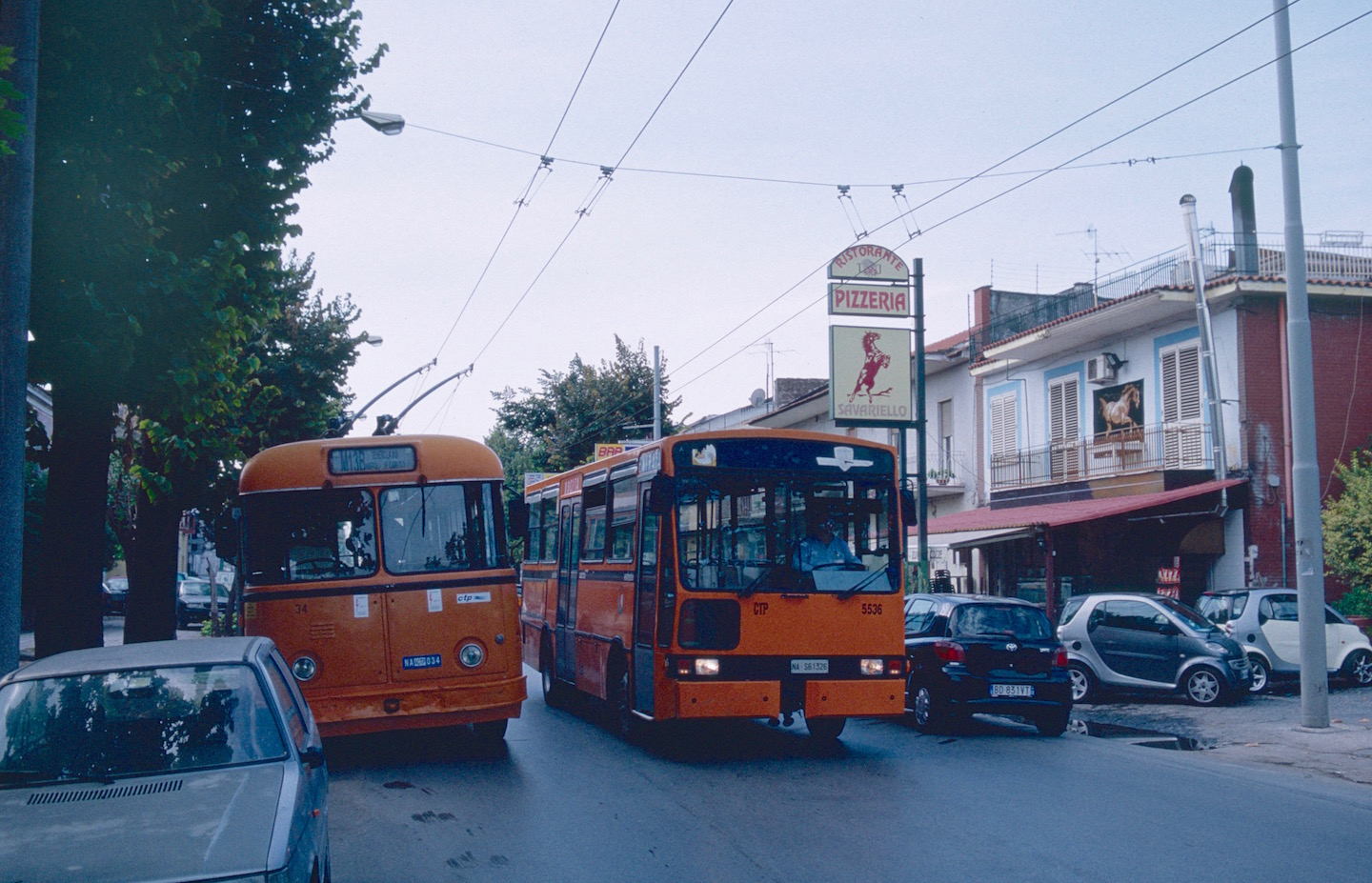
Filobus sulla linea M13B della CTP a Teverola

Arriviamo così al 1973 quando il filobus scomparve totalmente dal Vomero con la soppressione delle linee 247 e 249 (nel 1968 era stata soppressa anche la 242) e il 29 luglio 1974 furono soppresse le ultime tre residue linee urbane, la CD, la CS e la 232. L'ATAN lasciò in vita il solo servizio suburbano, che nel frattempo si era arricchito di diramazioni e limitate con numerazioni "rosse" e "barrate" (queste poi scomparse durante gli anni ottanta).

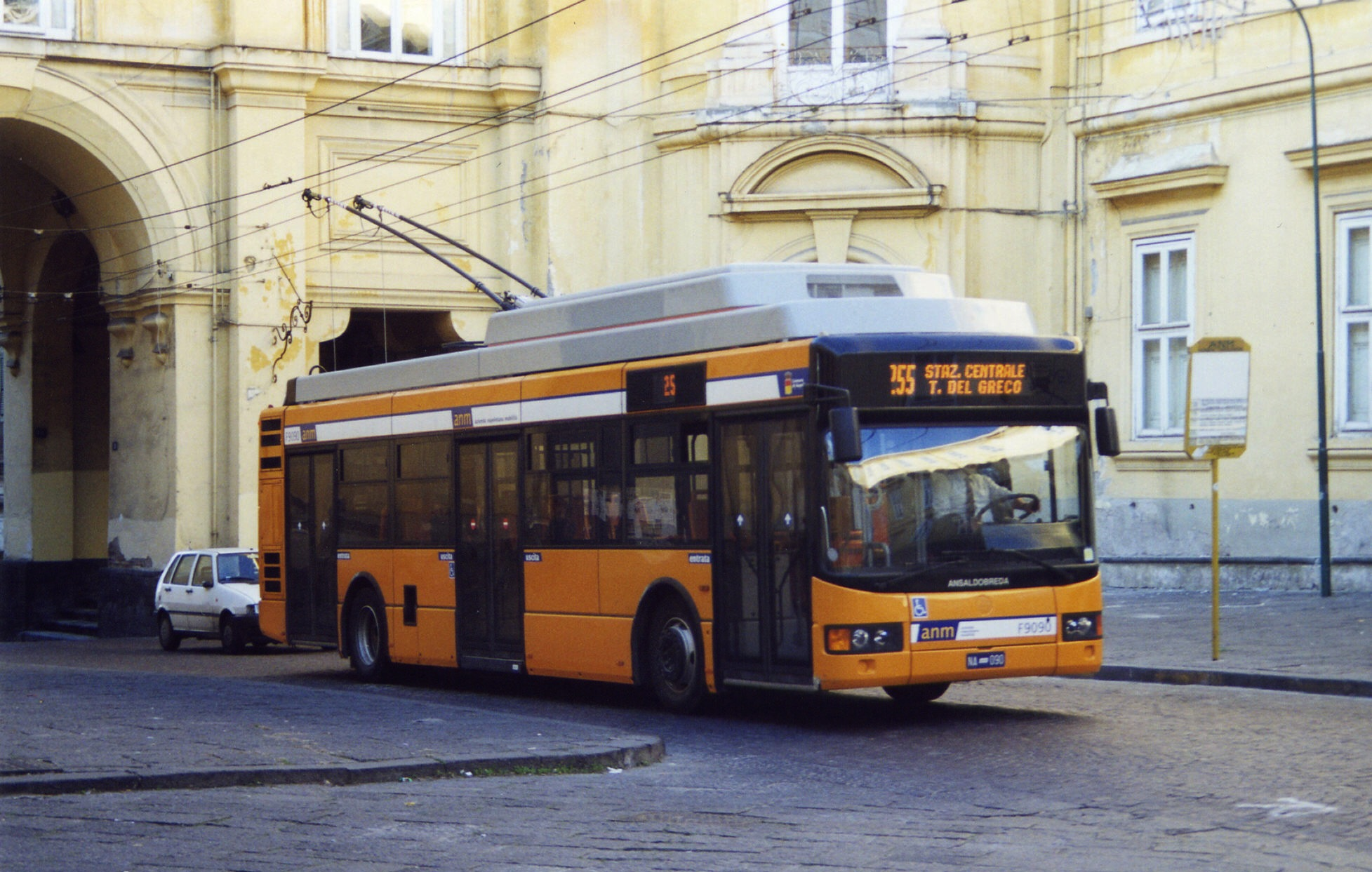
Il nuovo F19 di ANM in servizio sulla scomparsa linea 255 nel cortile della Reggia di Portici

Il nuovo millennio porta grandi novità nell'ambito filoviario napoletano perché tra il 2000 e il 2001 i gloriosi 84 Alfa 1000 (matricole 8301-8306 + 8001-8078) dopo quarant'anni di servizio vengono alienati (nei primi anni ottanta erano stati alienati anche i residui Alfa 911 del 1958) e sostituiti dai nuovi filobus AnsaldoBreda F19, i quali - consegnati fino al 2006 e numerati F9079-F9165) hanno anche funzione bimodale, cioè possono viaggiare anche in marcia autonoma.
Nel 2004 si ha la riattivazione del servizio filoviario urbano con l'inaugurazione della linea 201 che collega piazza Garibaldi a piazza Municipio passando per le centrali piazza Cavour, piazza Dante e via Toledo. Nel frattempo anche CTP rinnova il proprio parco filoviario, acquisendo prima tre Ansaldobreda F19 (numerati da 101 a 103) del tutto analoghi a quelli ANM e poi dieci Ganz Solaris Trollino (numerati 121-130).

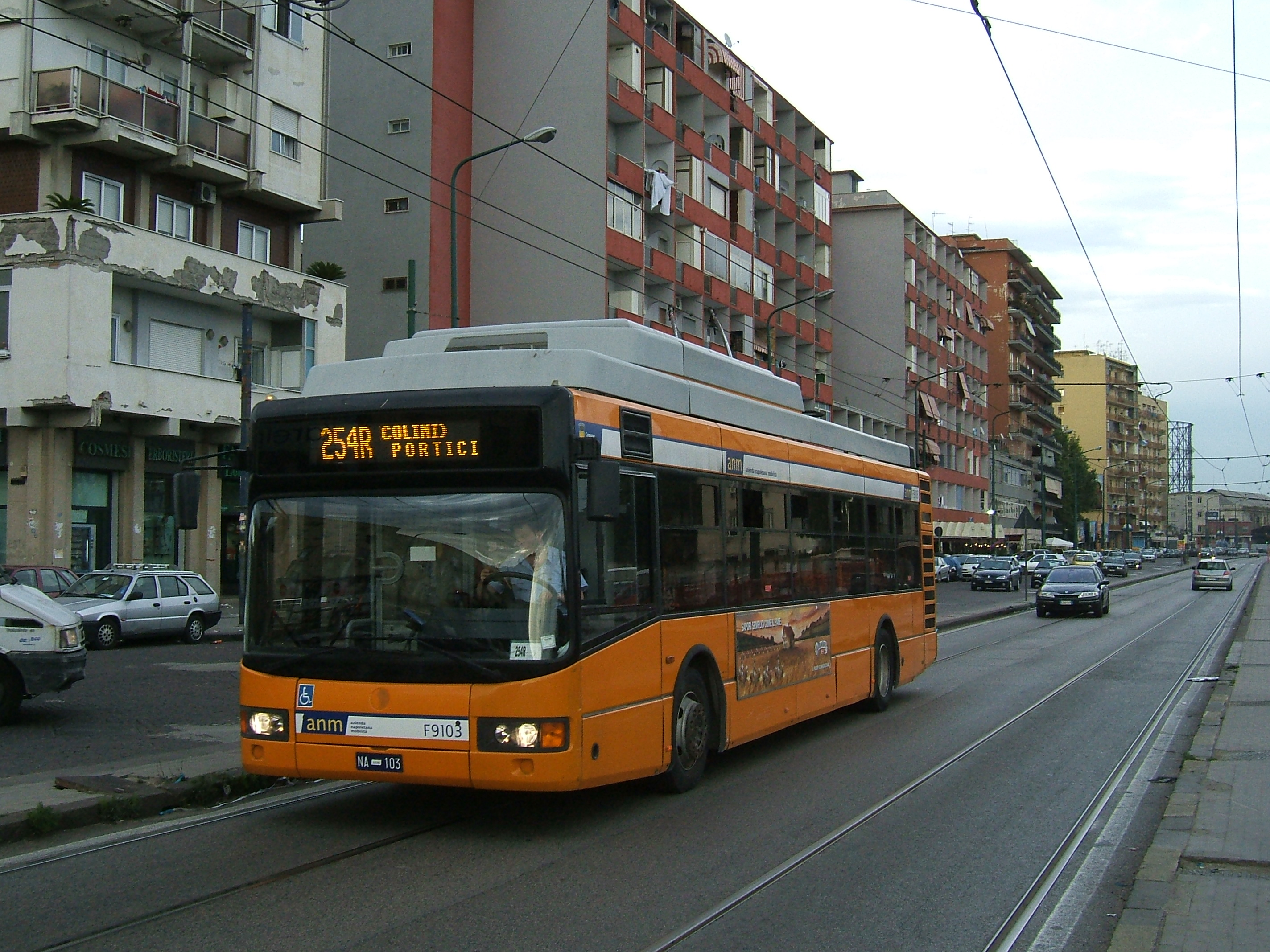
La scomparsa linea 254R (rossa) di ANM ripresa in via Amerigo Vespucci

Nel 2006 si aggiunge anche la 202 che partendo da piazza Giambattista Vico e transitando per piazza Garibaldi e piazza Municipio, termina il suo tragitto in via Medina, percorrendo via Nuova Marina.
Nel 2009 viene spostato il capolinea della linea 201 da piazza Garibaldi a piazza Carlo III e viene inaugurata la nuova linea 203 tra il parcheggio Brin (con passaggio in piazza Garibaldi) e il Museo Nazionale. Percorre corso Garibaldi e via Foria recuperando al ritorno uno dei tratti in disuso della rete, via Cirillo e via Carbonara (abbandonato dalla linea 254 con la soppressione del capolinea di piazza Cavour e lo spostamento del capolinea della 254 a via Nicolini/Ponti Rossi).

Nel 2011 viene ripristinato ex novo il percorso via Marina-via De Gasperi, in direzione di piazza Municipio per permettere alla 256 di raggiungere di nuovo piazza Municipio e via Medina, per poi ritornare in direzione San Giorgio a Cremano percorrendo il corso Umberto I e corso Garibaldi. Viene ripristinato anche il bifilare di via Cesare Rosaroll (dopo l'allargamento della curva che immette in via Foria, in virtù della risagomatura del marciapiede) permettendo alla M13 di procedere con i trolley in presa grazie al posizionamento di due "tegolini" (dispositivi che consentono alle aste di collegarsi al bifilare dopo l'innalzamento automatico) immediatamente dopo la partenza dal capolinea di piazza San Francesco.

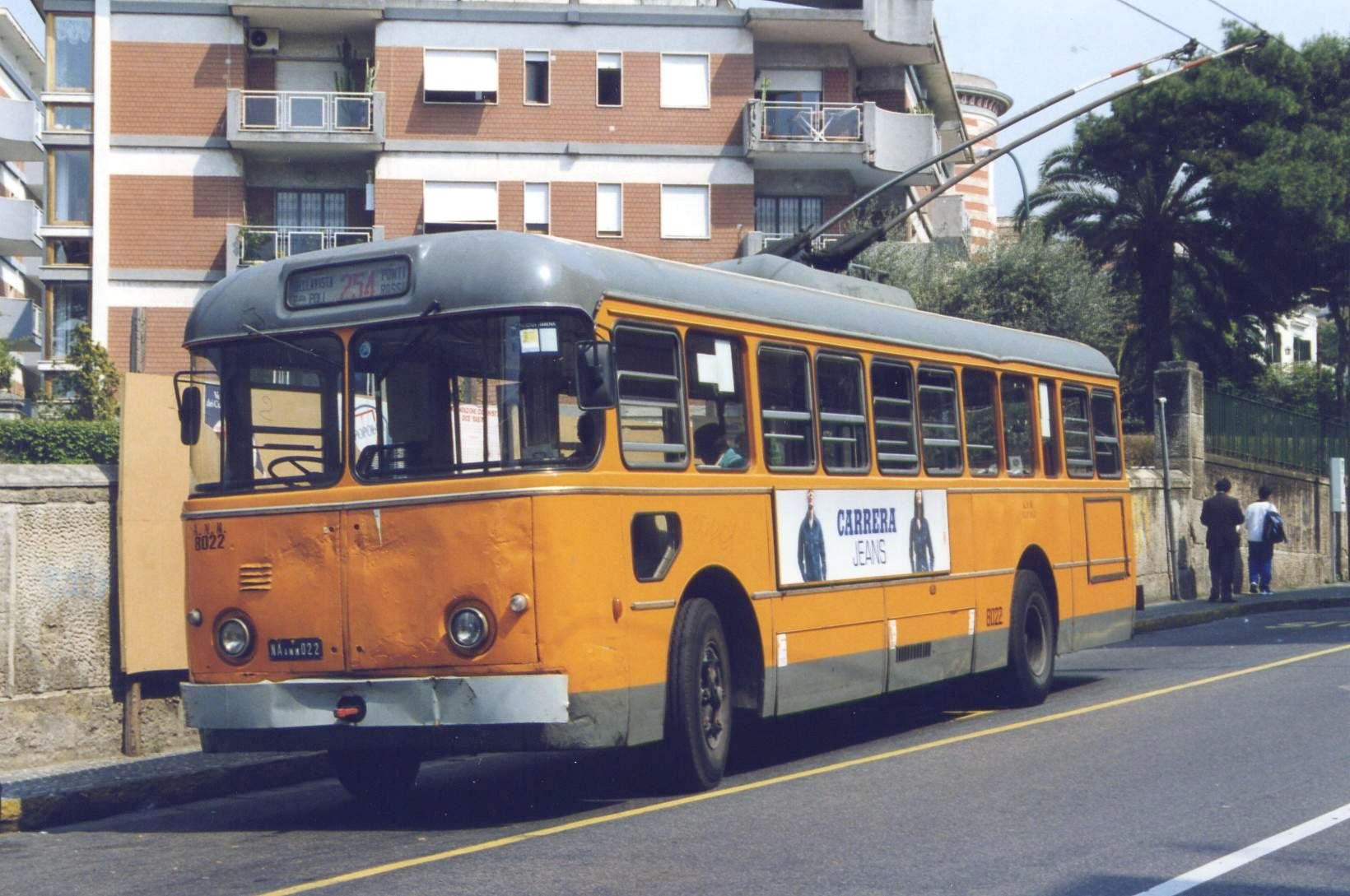
Alfa 1000 dell'ATAN al capolinea della scomparsa 254R (rossa) in piazza Sebastiano Poli a Portici

 Nel 2012 CTP sopprime, per mancanza di risorse la filolinea M11, e ANM limita la 256 all'officina di Croce Lagno (dove esiste un anello di ritorno) a causa di un edificio pericolante, rinumerando la linea 256/. Con l'arrivo dell'estate CTP rende temporaneamente autoviaria la linea M13. In questa città si verifica una particolarità, oggi unica in Italia, che due imprese di trasporto (ANM e CTP) gestiscano linee filoviarie, condividano tratti di bifilare e spesso compartecipino alle gare d'acquisto delle vetture.

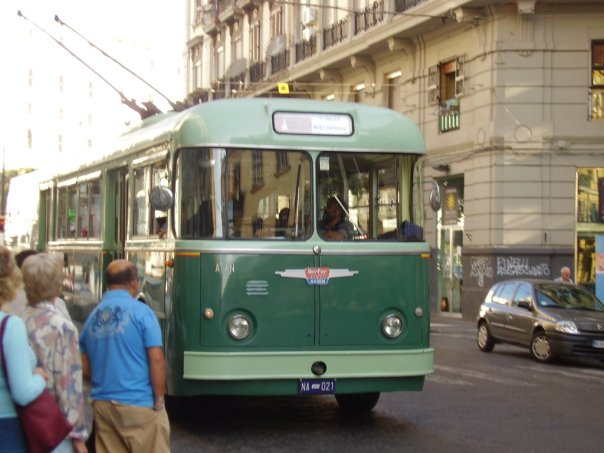
Un filobus storico 8021 (ex ATAN) in corso G.Garibaldi

Il 27 novembre 2014 ANM sopprime la linea 255/ sostituita da un'autolinea e rinumerata 155, poi a sua volta soppressa.
Il 24 maggio 2016 ANM sospese la linea 203 per l'inizio dei lavori di riqualificazione dell'asse costiero da Via Vespucci fino al Ponte dei Francesi, a tutt'oggi non ancora ripristinata.
Per mancanza di risorse, dall'estate 2016 viene soppressa la linea 256/.
Il 25 giugno 2021 viene attivata la nuova linea filoviaria 204 (Policlinico-Ospedale Cardarelli-Capodimonte-Via Toledo-Piazza Municipio), sopprimendo la linea autobus 604 (ex R4).
Ad agosto 2021, a causa di alcuni lavori di rifacimento stradale lungo viale Colli Aminei, sulla linea 204 i filobus vengono sospesi e temporaneamente sostituiti da autobus. Il servizio filoviario riprende poi al termine dei lavori.
Dal 1º maggio 2023 la linea filoviaria 204 (Piazza Municipio-Piazza Museo Nazionale-Ospedale Cardarelli), viene limitata al percorso da Ospedale Cardarelli a Piazza Museo Nazionale, non raggiungendo più Piazza Municipio, quest'ultima comunque servita dalle linee filoviarie 201 e 202, ma questa limitazione dura solo pochi giorni a causa delle vibrate proteste dell'utenza, e per tale motivo, al fine di limitare i disagi agli autisti a causa della lunga distanza, la 204 ripristina il percorso originario, ma diviene a doppio attestamento, al Policlinico ed a via Depretis, temporaneamente.
Dal 2 ottobre 2023 la linea filoviaria 204 torna ad attestare temporanemente in via Pansini ed è esercita sul percorso via Pansini (Ospedale Cardarelli) – via Monteoliveto. Dal 4 dicembre 2023 la linea filoviaria 204 torna definitivamente ad essere esercitata sul percorso via Pansini - via Depretis con doppio attestamento. Dal 4 marzo 2024 la linea filoviaria 204 sposta l'attestamento, in via sperimentale, da via Pansini al piazzale Cardarelli tornando a capolinea unico.
Attualmente sono solo 4 le linee attive, le linee urbane 201, 202, 204 e la linea suburbana 254. Non è ancora stata ripristinata la 203 e la linea suburbana AirCampania (ex CTP) M13, tuttora autoviaria e ridenominata 02-NA a seguito del fallimento della CTP e subentro dell'AirCampania.

## Linee filoviarie nel 1940, dall'ATAN all'ANM

### Rete filoviaria nel 1940
Linee urbane
- 40 Piazza Vittoria - Viale Virgilio (Posillipo Capo)
- 40/ Piazza Vittoria - Piazza San Luigi

### Rete filoviaria ATAN nel 1952
Linee urbane
- 240: Via Verdi - Viale Virgilio (Posillipo Capo)
- 240/: Via Verdi - Piazza San Luigi
- 241: Via Verdi - Piazza Guglielmo Pepe
- 242: Tribunali - Piazza Vanvitelli
- 243: Montesanto - Tribunali
- 244: Piazza Vittoria - Piazza Vanvitelli
- 245: Via Giuseppe Verdi - Piazza Vanvitelli

### Rete filoviaria ATAN nel 1956
Linee urbane
- 203: Piazza Giambattista Vico - Mergellina
- 207: Piazza Guglielmo Pepe - San Martino
- 211: Piazza Guglielmo Pepe - Tondo di Capodimonte
- 212: Piazza Bovio (Borsa) - Piazza Nazionale
- 221: Piazza Guglielmo Pepe - Via Cesi
- 240: Santa Lucia - Viale Virgilio (Posillipo Capo)
- 242: Ferrovia (o Tribunali) - Piazza Vanvitelli
- 245: Via Fabio Filzi - Piazza Vanvitelli
- 247: Piazza Giambattista Vico - Piazza Vanvitelli
- 248: Via F. Filzi - San Martino
- 249: Piazza Guglielmo Pepe - Piazza Medaglie d'Oro
- 250: Tondo di Capodimonte - Via Broggia

### Rete filoviaria ATAN al 28 febbraio 1964
Linee urbane
- CD (circolare destra): Stazione Centrale - Piazza Bovio - Piazza Dante - Piazza Cavour - Piazza Carlo III - Stazione Centrale
- CS (circolare sinistra): percorso inverso alla CD
- 231: Via Diaz - Corso Malta
- 232: Via Diaz - Ponti Rossi
- 234 (solo mattinale): Piazza Giambattista Vico - Deposito Stella Polare
- 242: Tribunali - San Martino
- 247: Piazza Giambattista Vico - Piazza Vanvitelli
- 249: Piazza Guglielmo Pepe - San Martino
- 255R/ (rossa barrata): Croce del Lagno - Piazza Municipio

Linee suburbane
- 159X (crociata, linea estiva balneare): San Giorgio a Cremano (Stazione Circumvesuviana) - Portici (Piazza San Ciro)
- 253: Ercolano - Napoli (Piazza Municipio)
- 254: Bellavista (Piazza Sebastiano Poli) - Napoli (Piazza Cavour)
- 254/: Portici (Piazza San Ciro) - Napoli (Piazza Cavour)
- 254X (crociata): Portici (Piazza San Ciro) - Napoli (Stazione Centrale)
- 254R (rossa): Bellavista (Piazza Sebastiano Poli) - Napoli (Ponti Rossi)
- 255: Torre del Greco (Piazza Luigi Palomba) - Napoli (Piazza Municipio)
- 255/: Torre del Greco (Piazza Luigi Palomba) - Napoli (Piazza Gian Battista Vico)
- 255X (crociata): Portici (Piazza San Ciro) - Napoli (Piazza Municipio)
- 255 navetta: Torre del Greco (Piazza Luigi Palomba) - Croce del Lagno
- 255R (rossa): Torre del Greco (Via Monsignor Felice Romano) - Napoli (Piazza Municipio)
- 255X (crociata - linea estiva balneare): Portici (Piazza San Ciro) - Napoli (Piazza Municipio)
- 258: San Giorgio a Cremano (Stazione Circumvesuviana) - Napoli (Piazza Municipio)
- 456 (notturna): Napoli (Stazione Centrale) - San Giorgio a Cremano

### Rete filoviaria ATAN nel 1973
Linee urbane
- CD (circolare destra): Stazione Centrale - Piazza Bovio - Piazza Dante - Piazza Cavour - Piazza Carlo III - Stazione Centrale
- CS (circolare sinistra): percorso inverso alla CD
- 232: Via Armando Diaz - (Via Nicola Nicolini alias Ponti Rossi)

Linee suburbane
- 253: Ercolano - Napoli (Piazza Municipio)
- 254: Bellavista (Piazza Luigi Poli) - Napoli (Piazza Cavour)
- 254/: Portici (Piazza San Pasquale) - Napoli (Piazza Cavour)
- 254R (rossa): Bellavista (Piazza Sebastiano Poli) - Napoli (Via Nicola Nicolini alias Ponti Rossi)
- 254R/ (rossa barrata): Portici (Piazza San Pasquale) - Napoli (Corso Malta)
- 255: Torre del Greco (Piazza Luigi Palomba) - Napoli (Piazza Municipio)
- 255R (rossa): Torre del Greco (Via Monsignor Felice Romano) - Napoli (Piazza Municipio)
- 256: San Giorgio a Cremano (Piazza Garibaldi) - Napoli (Piazza Municipio)
- 257: Ercolano - Napoli (Piazza Municipio)

### Rete filoviaria ATAN nel 1985
Linee suburbane
- 253: Napoli (Via Alcide De Gasperi) - Ercolano (Piazza Trieste)
- 254: Napoli Piazza Garibaldi -Bellavista (Piazza Sebastiano Poli)
- 254R (rossa): Napoli (Via Nicola Nicolini alias Ponti Rossi) - Bellavista (Piazza Sebastiano Poli)
- 255: Napoli (Via Alcide De Gasperi) - Torre del Greco (Via Felice Monsignor Romano)
- 256: Napoli (Via Alcide De Gasperi) - San Giorgio a Cremano
- 257/: Napoli (Via Alcide De Gasperi) - Bellavista (Piazza Sebastiano Poli)

### Rete filoviaria ANM nel 1997
Linee suburbane
- 254: Napoli (Piazza Cavour) - Bellavista Piazza Sebastiano Poli
- 254R (rossa): Napoli (Via Nicola Nicolini alias Ponti Rossi) - Bellavista (Piazza Sebastiano Poli)
- 255: Napoli (Piazza G.Garibaldi) - Torre del Greco (Via Felice Monsignor Romano)
- 256: Napoli (Piazza G.Garibaldi) - San Giorgio a Cremano (Via Alcide De Gasperi)

### Rete filoviaria ANM nel 2014
Linee urbane
- 201: Piazza Carlo III - Piazza Cavour - Piazza Municipio
- 202: Piazza Gian Battista Vico - Via Medina
- 203: Parcheggio Brin - Piazza Carlo III - Piazza Cavour

Linee suburbane
- 254: Napoli (Via Nicola Nicolini alias Ponti Rossi) - Bellavista (Piazza Sebastiano Poli)
- 255/: Napoli (Parcheggio Brin) - Portici (Piazza San Ciro)
- 256/: Napoli (Via Medina) - Croce Lagno

### Rete filoviaria ANM nel 2019
Linee urbane
- 201: Piazza Carlo III - Piazza Cavour - Piazza Municipio
- 202: Piazza Giambattista Vico - Via Medina

Linee suburbane
- 254: Via Nicola Nicolini (Ponti Rossi) - Portici Bellavista (Piazza Sebastiano Poli)

### Rete filoviaria ANM nel 2021
Linee urbane
- 201: Piazza Carlo III - Piazza Cavour - Via Medina
- 202: Piazza Gian Battista Vico - Piazza Garibaldi - Via Medina
- 204: Ospedale Cardarelli (Via Sergio Pansini) - Capodimonte - Piazza Municipio

Linee suburbane
- 254: Via Nicola Nicolini (Ponti Rossi) - Portici Bellavista (Piazza Sebastiano Poli)

### Rete filoviaria ANM nel 2023
Linee urbane
- 201: Piazza Carlo III - Piazza Cavour - Via Medina
- 202: Piazza Gian Battista Vico - Piazza Garibaldi - Via Medina
- 204: Ospedale Cardarelli (Via Sergio Pansini) - Capodimonte - Via Monteoliveto (fino al 3 dicembre 2023) / Via Depretis (Piazza Municipio) (dal 4 dicembre 2023)

Linee suburbane
- 254: Via Nicola Nicolini (Ponti Rossi) - Portici Bellavista (Piazza Sebastiano Poli)

## Mezzi
- 87 Ansaldobreda F19 (ANM)
- 3 Ansaldobreda F19 (CTP)
- 10 Solaris-Ganz Trollino (CTP)
- 1 Alfa Romeo 1000 Aerfer (ANM - veicolo storico)

## Depositi
L'unico deposito disponibile per la rete ANM è stato quello della Stella Polare, situato in corso Arnaldo Lucci e inaugurato il 21 marzo 1963, anche se alcuni filobus sono custoditi anche in depositi autoviari come Carlo III e officine come via Ferraris. In seguito alla dismissione del deposito Stella Polare (peraltro insufficiente a ricoverare tutte le vetture) al fine di adibirlo a parcheggio per gli autobus turistici, l'intera flotta di vetture è stata rimessata a Carlo III.
I veicoli della rete CTP vengono ricoverati dal 2001 nel deposito di Teverola, che funge anche da stazionamento periferico delle due linee in esercizio. Fino al 1999 il deposito principale di CTP era sito in viale Umberto Maddalena, a Capodichino, poi dismesso e successivamente smantellato per far posto a una strada supplementare di uscita dall'aeroporto di Capodichino. Una rimessa sussidiaria per i filobus esisteva un tempo anche ad Aversa.